# فرنسيسكو سيرجيو غارسيا
فرنسيسكو سيرجيو غارسيا (8 مايو 1948 في البرازيل - ) هو لاعب كرة سلة برازيلي في مركز الهجوم خلفي، شارك في الألعاب الأولمبية الصيفية 1972 ودورة الألعاب الأمريكية 1971. ولعب مع فرانكا لكرة السلة.

## وصلات خارجية
- فرنسيسكو سيرجيو غارسيا على موقع الاتحاد الدولي لكرة السلة (الإنجليزية)
- فرنسيسكو سيرجيو غارسيا على موقع سبورتس رفرنس (الإنجليزية)
- فرنسيسكو سيرجيو غارسيا على موقع أوليمبيديا (الإنجليزية)